# Olden Eibergen
Olden Eibergen is een buurtschap in de gemeente Berkelland in de driehoek tussen het dorp Eibergen ten oosten, Neede ten noorden en de buurtschappen Haarlo ten westen en Hupsel ten zuiden. De rivier de Berkel splitst de buurtschap in twee delen. Olden Eibergen behoorde tot 1 januari 2005 bij de gemeente Eibergen. De naam wordt voor het eerst vermeld in 1331. Kerkelijk heeft de buurtschap altijd tot Eibergen behoord.

## Boerderijen
De oudste en grootste boerderijen in deze buurtschap zijn: Olminkhof (Olde en Jonge Scholte), Biezebeek en Leugemors in het ten noorden van de Berkel gelegen deel, de Hof te Vaarwerk, Hannink, Reimelink, Roelvink, Kolthof, Baak, Harbertink of Venneman, Hiddink, Horst, Hulshof en Kormelink in het zuidelijke deel. Het Sticht Vreden was oorspronkelijk een belangrijke grootgrondbezitter in deze buurtschap. Het bezat er de hoven te Vaarwerk en Olminkhof. De Hof te Vaarwerk had een eigen hofgericht en hofrecht dat in 1740 gepubliceerd is door de Harderwijkse rechtsgeleerde Johannes Schrassert. In de Middeleeuwen werd deze hof omgevormd tot een erfpachtleengoed, met achtereenvolgens de heren van Wisch, de graven van Limburg-Stirum en het Huis van Oranje (1776) als leenman. De scholte van Olminkhof was erfelijk bijzitter in het hofgricht van de abdis van Vreden. De heer van Borculo bezat in Olden Eibergen de leengoederen Baak en Hiddink. Vicariegoederen waren de erven Leugemors en Harbertink. De heer van Borculo was erfmarkenrichter van de mark van Olden Eibergen.

## Watermolen
In het tweede kwart van de 16e eeuw werd door de heer van Borculo een watermolen gebouwd op de Berkel. De laatste resten van deze zogenaamde Nieuwe Molen werden omstreeks 1970 bij de derde Berkelverbetering gesloopt. Al in 1188 was er sprake van een watermolen bij Eibergen. Deze "molendinum Vorewerch" heeft waarschijnlijk behoord tot de hof te Vaarwerk in Olden Eibergen.
De buurtschap werd op 1 juni 1927 getroffen door een windhoos, die van zuid naar noord overtrok en zware verwoestingen aanrichtte.
Een grote bedreiging voor de gemeenschapzin en de grote archeologische waarden vormt de aanleg van de nieuwe N18/A18 diagonaal van noordoost naar zuidwest door de buurtschap.
Hoofdplaats: Borculo       Dorpen: Beltrum · Eibergen · Geesteren · Gelselaar · Haarlo · Neede · Noordijk · Rekken · Rietmolen · Ruurlo

Buurtschappen: Avest · Brammelerbroek · Brinkmanshoek · Broeke · De Bruil · Dijkhoek · De Haar · Heure · Heurne (deels) · Holterhoek · Hoonte · De Horst · Hupsel · Kisveld · Kulsdom · Leo-Stichting · Lintvelde · Lochuizen · Loo · Mallem · Nederbiel · Noordijkerveld · Olden Eibergen · Oosterveld · Overbiel · Respelhoek · Ruwenhof · Schependom · Spilbroek · Veldhoek (deels) · Waterhoek · Zwilbroek

Voormalige gemeenten: Beltrum · Borculo · Eibergen · Geesteren · Neede · Ruurlo